# بوانات
بوانات (بالفارسية: بوانات) هي مدينة تقع في إيران في البلدة المركزية. يقدر عدد سكانها بـ 9,645 نسمة وترتفع عن سطح البحر 2,857 متر.
درسال 1380، تم تغيير اسم مدينة سوریان إلى بوانات بموافقة الحكومة .
```
[
5
]
```